# Microcalcarifera toriata
Microcalcarifera toriata là một loài bướm đêm trong họ Geometridae.